# 西安市铁一中学
西安市铁一中学，简称西安铁一中、西铁一中，陕西省内也简称铁一中，是陕西省西安市碑林区的一所完全中学，校本部(高中部、国际部)位于友谊东路120号，分校(初中部)地址位于青龙北路8号，滨河分校(高中部、初中部、小学部)位于灞桥区灞丰二路1号。西安市铁一中学在2016年中国内地高中美国留学排行榜上位居第三十二。 
学校创建于1929年，2006年正式归西安市碑林区管理。1993年成为陕西省重点中学，2009年晋升陕西省首批示范中学。截至2014年，高考连续十年应届毕业生本科上线率100%，一本录取率保持在95%以上，清华大学、北京大学录取人数连续十年居陕西省前三位。
截至2014年，学校占地面积近6万平方米，建筑总面积约3万平方米。教职工258人，学生5000余人。

## 历史
西安铁一中的前身是创建于1929年的铁道部部立郑州扶轮中学，历经变迁，曾更名为郑州铁路局西安铁路分局西安第一职工子弟中学（简称西铁一中）。1993年被评为陕西省重点中学。
2005年由西安铁路局移交至政府管理。
2008年，西安铁一中教育集团成立，由西安市第2中学、西安市第12中学、西安辅轮中学、西安铁一中国际合作学校和西安铁一中等5所中学组成。时任西安铁一中校长王加奇任教育集团理事长。
2009年，西安铁一中成为首批陕西省普通高中示范性学校。
2013年4月，西安铁一中教育集团于西安浐灞生态区建立西安铁一中滨河学校，包括高中部、初中部、小学部，在校学生5200多名。
2020年7月，西安铁一中被教育部确定为新课程新教材国家级示范校。

## 办学水平
西安铁一中在陕西省具有较高的知名度，是西安市“五大名校”之一。高中部重点大学录取率在90%以上，近40%的学生被全国重点高校录取，清华大学、北京大学录取人数连续多年名列陕西省前三位；中考高分段人数连续多年居西安市前二位。